# Genthios

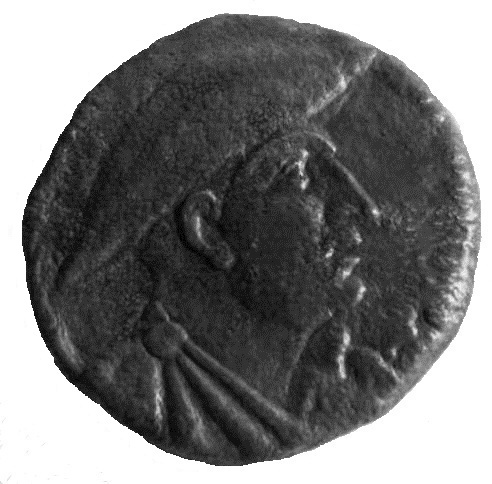
Münzporträt Genthios’

Genthios (altgriechisch Γένθιος Génthios, lateinisch Gentius) war der letzte illyrische König. Er regierte von 180 bis 168 v. Chr. in Scodra und gehörte dem Stammesverband der Labeaten an. Er war der Sohn des Königs Pleuratos II. und der Eurydike.

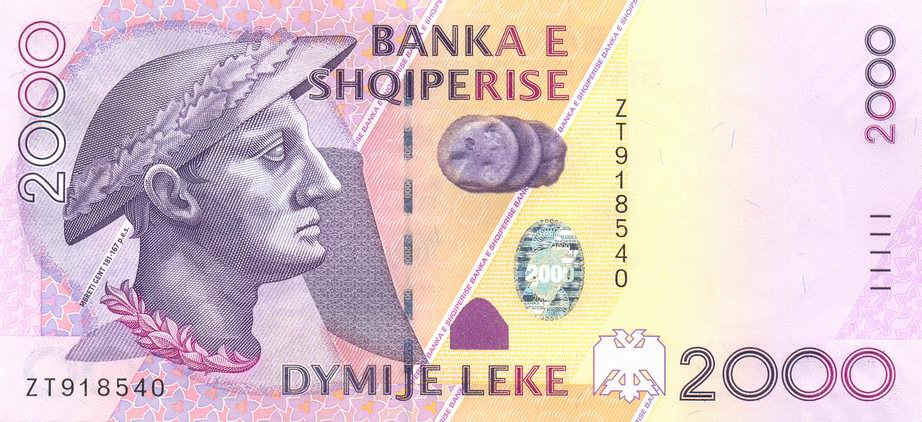
2000-Lek-Banknote mit Genthios als Motiv, ausgegeben 2008

Am Beginn seiner Herrschaft machten sich 180 die Delmaten von den Labeaten selbständig. Im Streit zwischen Rom und dem makedonischen König Perseus nahm er, von beiden Seiten umworben, eine schwankende Haltung ein, weil er es sich mit keiner der beiden Mächte verderben wollte. Zunächst stand er auf Perseus’ Seite. 171 gelang es dem römischen Gesandten Lucius Decimius nicht, zwischen ihm und Rom ein formelles Bündnis zu schließen. Dennoch stellte Genthios im ersten Kriegsjahr (170 v. Chr.) im Krieg zwischen Rom und Makedonien den Römern 54 Lemben zur Verstärkung der römischen Flotte. 169 ging er dann ein Bündnis mit dem Makedonenkönig Perseus ein, ohne dass dieser Genthios’ Geldforderungen (300 Talente) bewilligte, die er erst 168 gegen Austausch von Geiseln zugestand. Allerdings zahlte Perseus nur eine Anzahlung von 10 Talenten. Von nun an nahm Genthios aktiv am Krieg gegen Rom teil: Er ließ die römischen Gesandten Marcus Perperna und Lucius Petillius gefangen nehmen und verwüstete die Gegend der Städte Apollonia und Dyrrhachium, die mit den Römern verbündet waren. 168 wurde er von einem römischen Heer unter Führung des Prätors Lucius Anicius Gallus vor Scodra geschlagen, gefangen genommen und nach Rom geführt. Als besiegter Feind musste Genthios 167 am Triumphzug des Anicius Gallus teilnehmen. Danach war er in Iguvium interniert. Sein Todesdatum ist unbekannt. Die Ruinen seines Grabes existieren heute noch.
Er heiratete Etuta, (oder Etleua) die Tochter des Dardanen Monunios.
Nach Plinius soll er als erster die Heilkraft des Enzians entdeckt haben, der nach ihm Gentiana heißt.
Er ist auf der Vorderseite der albanischen 50-Lek-Münze und auf der 2000-Lek-Banknote abgebildet.